# Citroën ZX
Citroen ZX je automobil kompaktne klase. Proizvod Francuske firme Citroen, u suradnji s Peugeot-om, unutar grupacije PSA koju Citroen od sredine 1980-ih čini s Peugeotom.
Citroen ZX proizvodio se je od 1991. do 1998.
Model prije ZX-a, bio je BX, koji je nešto veći od ZX-a. BX je imao dva nasljednika - ZX (nešto manji) i Xantia (nešto veći model srednje klase).
Šasija ZX-a korištena je i kao šasija za Peugeot 306. Dvije godine od predstavljanja ZX-a. Šasija nije jedina stvar koja je bila zajednička ovim modelima. PSA grupa, Citroen i Peugeot, dijelili su i tehničku grupu.
Peugeot 306 prodao se je u više primjeraka od Citroena ZX. ZX je u 7 godina proizvodnje prodan u nešto manje od 2 milijuna primjeraka. U Hrvatskoj model je to koji i nije tako čest na cestama, tako da predstvlja svojevrsnu ekstravaganciju u kompaktnoj klasi, automobila prošlog desetljeća. Ekstravaganciju koju nije u potpunosti opravdao među obožavateljima Citroenovih vozila naviknutih na neke posebne i inovative modele. Što je bilo opravdano, možda samo s dizajnerske strane ovog vozila.
Godine 1998. model ZX zamjenjuje model Xsara.
Derivat baziran na ovom modelu proizvodnju je nastavio na kineskom tržištu (kao popularan taxi), od strane "Dongfeng Peugeot-Citroen Automobile", svojevrsna "joint venture" s grupom PSA.

## U vožnji
Iako se nije radilo o nekom posebnom modelu s dizajnerske strane, tehnika je bila sasvim druga strana medalje.
Posebnu je radost čini vožnja ovog vozila. Uveo je veliku tehničku novost u ovoj klasi, koja je uz popriličan međuosovinski razmak (2540 mm) imala za posljedicu solidno ponašanje na cesti.
Razmak među osovinama od 2540 mm, ne samo da je davao osjećaj vožnje većeg vozila, već je u unutrašnjosti davao dojam veće prostranosti. Što je uz još jednu inovaciju (tako glasno reklamiranu u Renault Twingu), pomicanje stražnjih sjedala naprijed-natrag od 18cm, unutrašnjosti činilo izuzetno fleksibilnom.
Samovođena stražnja osovina ovisno o smjeru prednjih kotača, davala je u zavoju osjećaj upravljanja vozilom na sve kotače. Stražnji kotači zakretali su se u odnosu na smjer prednjih. Automobil je bio precizan i upravljiv. Spojka hvata meko i precizno.
Težina se kretala od 950 do 1100 kg.
Model s agregatom 1.4 možda nije bio najbrži na "ravnoj crti", u usporedbi sa snažnijom braćom 1.6 i 1.9, ali zato je vožnju činio agilnijom i fluidnijom.
Omjeri mjenjača, odziv na gas i već spomenuti "avangardni stražnji ovjes" činili su ovaj automobil jednim od najpoželjnijih za vožnju.
Ako zanemarimo osnovni model Reflex, idući model Avantage sadržavao je količinu opreme koja se je teško nalazila i u skupljim vozilima.
Iako se radilo o jednostavnijem modelu u usporedbi s nekim "hidropneumatskim" Citroenima, udobnost je bila "citroenovska".
Športskim vozačima bio je namijenjen model Vulcan. Sa 130 KS snažnim 1,9 litrenim motorom.
Paketi opreme od manje bogatog do najbogatijeg: Reflex, Avantage, Aura, Vulcan.
Nakon dizajnerskog osvježenje (nova prednja maska) 1995., nadodan je jeftiniji športski model Furio.
Zamjerali su mu nešto plastičniji kokpit, i poprilično neprecizne instrumente, koji nerijetko znaju odstupati od stvarnog stanja i do 10%.

## Dimenzije i pogonska grupa
Pogonska grupa razvijena je u suradnji s Peugeot-om.
Tako primjerice popularan 1.4 litreni motor snage 55kw/75ks, bio je isti kao na Peugeotovim modelima, ali s plastičnom usisnom granom. Navedeni 1.4 motor, ugrađuje se i dan danas u aktualne Citroenove modele, s ponešto izmijenjenim usisnim sustavom.
1.6 agregat koji je trebao sa svojih 88ks, popuniti prazninu između 1.9 i 1.4 litrenih benzinskih motora. Nije bio tako tražen. Najpopularniji je bio upravo 1.4 i dizelaš 1.9 s turbo punjačem.
Za različita tržišta postojale su različite pogonske grupe. Tako čak i 1.1 litreni agregat, preko 1.4, 1.6, 1.8...
Svi agregati (osim 1.1 L):
```
   * 1.4 L (1360 cc) TU3 I4, 75 PS (74 hp/55 kW),(121 N·m) 
   * 1.6 L (1580 cc) XU5 I4, 90 PS (88 hp/66 kW),(135 N·m) 
   * 1.8 L (1761 cc) XU7 I4, 103 PS (101 hp/75 kW),(153 N·m)
   * 1.8 L (1761 cc) XU7 I4, 112 PS (110 hp/82 kW),(155 N·m)
   * 1.9 L (1905 cc) XUD9 diesel I4, 65 PS (64 hp/47 kW),(120 N·m) 
   * 1.9 L (1905 cc) XUD9 diesel I4, 90 PS (88 hp/66 kW),(196 N·m) 
   * 1.9 L (1905 cc) XU9 I4, 122 PS (120 hp/89 kW),(150 N·m)
   * 2.0 L (1998 cc) XU10 I4, 123 PS (121 hp/90 kW),(176 N·m)
   * 2.0 L (1998 cc) XU10 I4, 150 PS (147 hp/110 kW),(183 N·m)
   * 2.0 L (1998 cc) XU10 J4TE I4, turbo, 167 PS (197 hp/147 kW)
```

Dimenzije:
```
        Dužina 4070mm
        Širina 1700mm
        Visina 1404mm
        Među. osovinski razmak 2540mm
        Trag kotača prednjih 1410mm
        Trag kotača zadnjih 1410mm
```

```
        Količina motornog ulja: 1.4 L - 3.5 litara; 1.6 L - 5 litara; 1.9 L - 5 litara.
        Maks. teoretska brzina: 1.4 L - 172 kmh; 1.6 L - 181 kmh; 1.9 L - 205kmh.
        Ulje u mjenjaču: 75 / 80.
```